# Владислав I Плоцкий
Владислав I Плоцкий (пол. Władysław (Władysław); (1398/1411 — 11 или 12 декабря 1455) — князь плоцкий (1426—1455), визненский (1426—1455), белзский (1426—1434, 1442—1455) и равский (1426—1434, 1442—1455), младший сын мазовецкого князя Земовита IV и Александры Ольгердовны. Представитель Мазовецкой линии Пястов.

## Биография

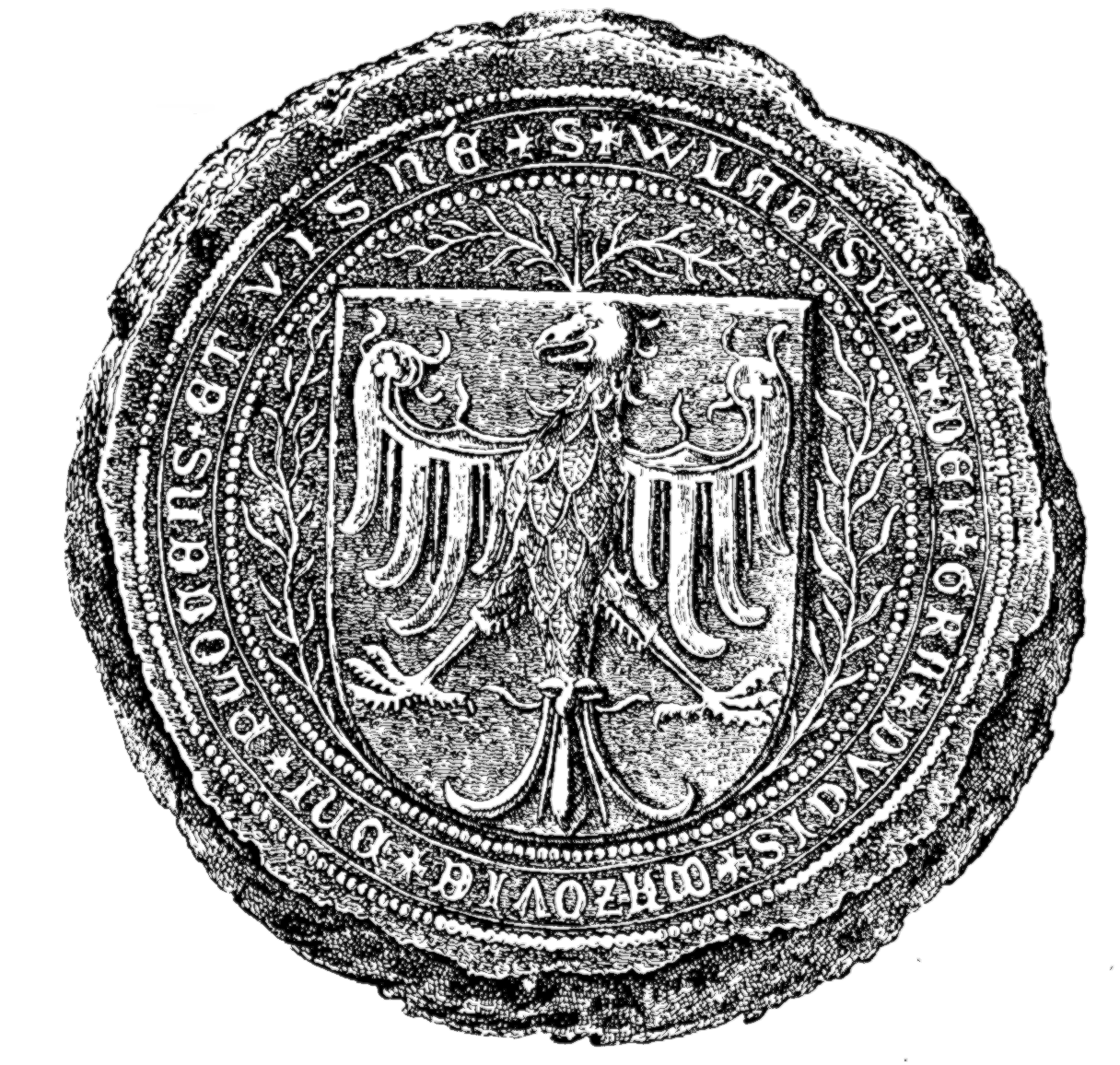
Печать Владислава I Плоцкого, 1435 г.

В марте 1424 года Владислав вместе с братьями Земовитом, Казимиром и Тройденом присутствовал в Кракове при женитьбе польского короля Владислава Ягелло с Софией Гольшанской.
В январе 1426 года после смерти князя плоцкого, равского, визненского и белзского Земовита IV, его сыновья Земовит V, Казимир II, Тройден II и Владислав I унаследовали отцовские владения (Плоцк, Раву, Гостынин, Сохачев, Белз, Плонск, Завкржу и Визну). 8 сентября 1426 года мазовецкие князья Земовит, Тройден и Владислав принесли в Сандомире ленную присягу на верность польскому королю Владиславу II Ягелло. В 1431 году Владислав вместе с братьями Земовитом и Казимиром участвовал в войне польского короля Владислава Ягелло с великим князем литовским Свидригайлом. В июле 1434 года мазовецкие князья Владислав, Земовит и Казимир присутствовали при коронации нового польского короля Владислава III, старшего сына и наследника Владислава II Ягелло.
В августе 1434 года после раздела отцовских владений между братьями Владислав получил в удельное владение Плоцк, Плоньск, Визну и Завкржу. В 1440—1444 годах князь Владислав Плоцкий оказывал военную помощь варшавскому князю Болеславу в борьбе за Подляшье с новым великим князем литовским Казимиром Ягеллончиком. Позднее Владислав плоцкий оказывал поддержку Михаилу Сигизмундовичу в борьбе за литовский великокняжеский престол с Казимиром. Михаил Сигизмундович был дважды женат на мазовецких княжнах Анне и Екатерине, сестрах Владислава Плоцкого.
В 1442 году после смерти своего старшего брата, князя равского и белзского Казимира, князь плоцкий Владислав присоединил к своим владениям Белзскую и Равскую земли. В 1448 году новый польский король Казимир IV Ягеллончик (1447—1492) заявил о своих претензиях на Белзское княжество, которое князь плоцкий Владислав получил после смерти своего брата Казимира. Благодаря поддержке своего двоюродного брата, императора Священной Римской империи Фридриха III Габсбурга, Владислав плоцкий смог удержать за собой Белзское княжество. Казимир Ягеллончик признал Владислава князем белзским, а взамен последний отказался поддерживать Михаила Сигизмундовича и признал Казимира великим князем литовским.
В ночь с 11 на 12 декабря 1455 года князь Владислав Плоцкий скончался, оставив двух малолетних сыновей-наследников: Земовита и Владислава. Во время их малолетства регентом в Плоцком княжестве был назначен епископ плоцкий Павел Гижицкий (1455—1459). Анна Олесницкая, вдова Владислава Плоцкого, получила в пожизненное владение Сохачев.

## Семья
В 1442/1443 году Владислав I Плоцкий женился на Анне Олесницкой (1425—1482), дочери силезского князя Конрада V Олесницкого. Дети: Земовит VI (1446—1462), князь плоцкий, белзский и равский, и Владислав II (1448—1462), князь плоцкий, белзский и равский.